# Natrysk plazmowy
Natrysk plazmowy – jedna z metod natryskiwania termicznego. Plazma powoduje, że podczas natryskiwania plazmowego cząsteczki materiału w postaci proszku ogrzewane są i przyspieszane, a następnie transportowane w kierunku utwierdzonego materiału bazowego, gdzie tworzą strukturę tzw. splatów (ang. splats). Ostatecznie pokrywają materiał tworząc powłokę.

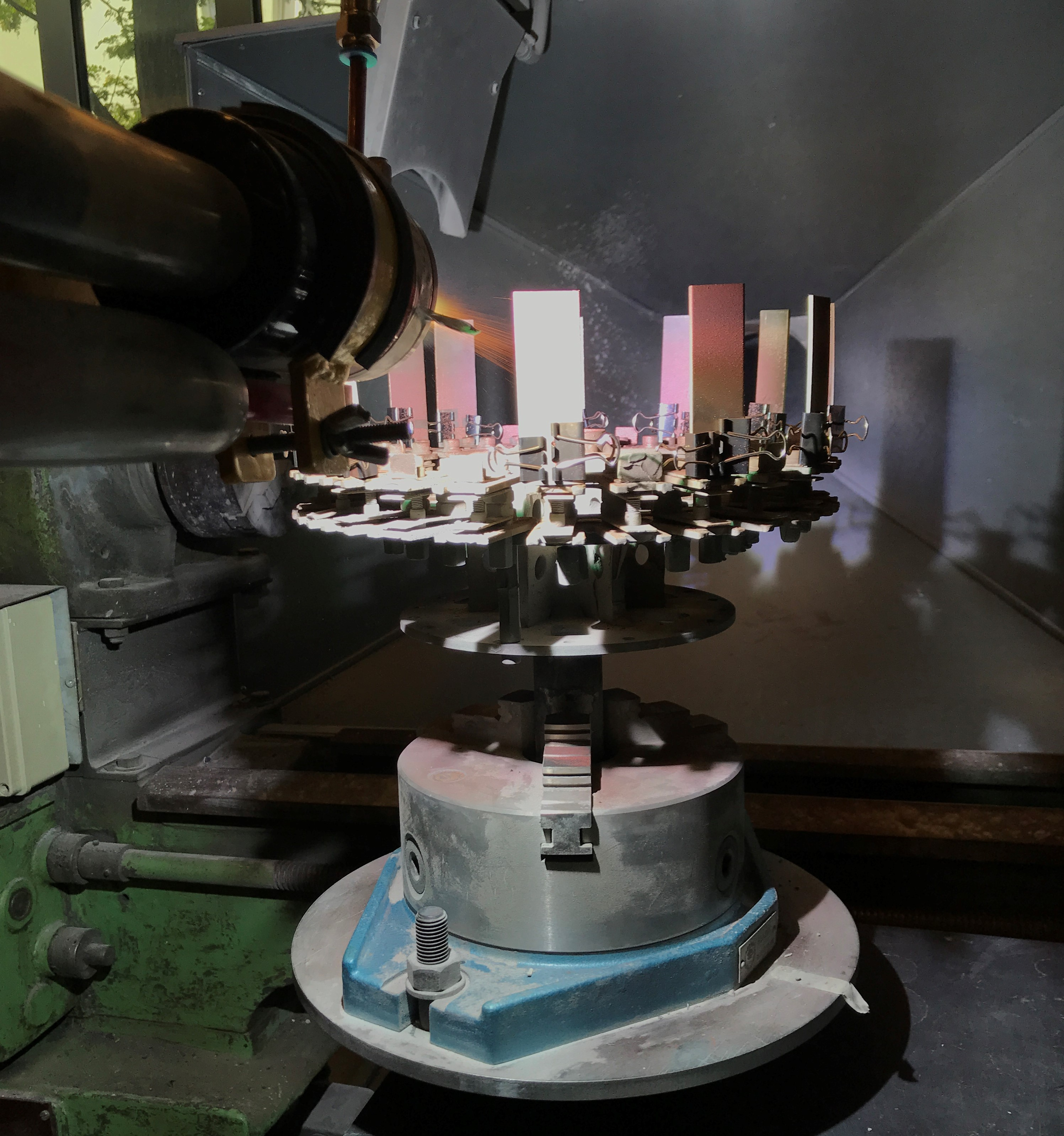
Proces natryskiwania plazmowego

## Proces natryskiwania plazmowego
W natryskiwaniu plazmowym stosuje się gaz plazmotwórczy, który stanowi zwykle argon z ewentualnymi dodatkami innych pierwiastków. Rozgrzany przepływającym w łuku prądem gaz plazmotwórczy ulega jonizacji i przechodzi w stan plazmy. Wydostaje się przez otwór w czole palnika wraz z rozgrzanym proszkiem metalicznym lub ceramicznym.

## Łuk plazmowy
Łuk plazmowy wytwarza się pomiędzy ujemną elektrodą wolframową a koncentrycznie umocowaną względem niej miedzianą anodą. Dochodzi do wyładowania elektrycznego w wyniku różnicy napięć oraz zajarzenia łuku plazmowego. Łuk plazmowy ma temperaturę, w zależności od odległości od dyszy palnika, w zakresie 4000÷12 000 K, jednak może dochodzić nawet do 15 000 K. Przyspieszone cząstki w takim łuku osiągają prędkość od 500 do 2500 m/s.

## Parametry procesu a jakość warstwy
Parametry procesu mają istotny wpływ na mikrostrukturę powłoki, dlatego ważne w procesie jest ich właściwe dobranie. Kluczowe dla natryskiwania plazmowego jest wytworzenie łuku plazmowego. Wpływają na to parametry, takie jak: natężenie prądu elektrycznego, stabilność plazmy, średnica dyszy palnika. Wpływ na efekt końcowy ma również geometria oraz stopień rozdrobnienia proszku. Na wynik wpływa również kąt ustawienia dyszy palnika. Ważna z punktu widzenia przyczepności jest temperatura oraz przygotowanie podłoża, na które plazmowo natryskiwana jest warstwa.
Grubość warstwy budowana jest poprzez wielokrotnie działanie palnika w układzie, gdzie ruch względny palnika oraz powierzchni, na której natryskiwany jest materiał odbywa się w jednej płaszczyźnie, w równoległych liniach. Poszczególne ślady nakładają się na siebie tworząc równomierną grubość powłoki natryskowej.
Warstwy natryskiwane plazmowo cechują się strukturą niejednorodną, dlatego ich właściwości różnią się od tych, spotykanych w materiałach wytwarzanych innymi technologiami. Ich gęstość wynosi od 85 do 93% teoretycznej gęstości tego samego materiału w ciekłym stanie skupienia. Mikroporowatość jest często spotykanym zagadnieniem w natryskiwanych warstwach.

## Rodzaje natryskiwania plazmowego
Natryskiwanie plazmowe może być realizowane przez:
1. Natryskiwanie plazmowe w atmosferze otoczenia – APS (ang. atmospheric plasma spraying), gdzie strumień plazmy wychodzi z palnika do środowiska atmosferycznego.
2. Natryskiwanie plazmowe w atmosferze kontrolowanej – CPS (ang. controlled atmosphere plasma spraying), gdzie strumień wychodzi na zewnątrz do komory zapewniającej kontrolowaną atmosferę np. w celu uniknięcia ekspozycji na działanie tlenu. W komorze zazwyczaj znajduje się argon – gaz obojętny.
3. Niskociśnieniowe lub próżniowe natryskiwanie plazmowe – LPPS (ang. low pressure plasma spraying) lub VPS (ang. vacuum plasma spraying), gdzie strumień wychodzi z palnika do komory niskiego ciśnienia, które wynosi w zakresie 10-30 kPa.